# Hradiště Na Brdláku
Hradiště Na Brdláku (též Střevíc nebo Korno) je nedatované hradiště u Korna ve Středočeském kraji v okrese Beroun. Nachází se na pravé straně Berounky na vrchu Střevíc v nadmořské výšce až 385 metrů. Lokalita je chráněna jako kulturní památka.

## Historie
Na hradišti neproběhl žádný archeologický výzkum ani z něj nebyl získán žádný materiál, který by umožnil datovat dobu vzniku a osídlení. Vzhledem k existenci dvou hrobů z doby halštatské v katastrálním území obce se hypoteticky uvažuje o halštatském stáří hradiště.

## Stavební podoba
Hradiště se nachází v nadmořské výšce 330–385 metrů na vrchu Střevíc, který je součástí Hořovické pahorkatiny. Pozůstatky opevnění se nacházejí v zalesněné části vrchu. Zde mají na jižní straně hradiště charakter volně sypaných kamenů, zatímco na severní a východní straně původní hradbu pravděpodobně tvořila dřevěná konstrukce zasypaná hlínou. Průběh opevnění na západní straně není jistý. Nachází se zde množství terénních úprav nejasného původu, které bývají spojovány s těžbou v blízkých lomech.

## Přístup
Lokalita je volně přístupná, ale nevedou k ní žádné turisticky značené trasy.